# Gomes Pais da Silva
D. Gomes Pais da Silva (1120 — ?) foi um nobre português e cavaleiro de Afonso I de Portugal.
Como cavaleiro participou na batalha de Ourique travada em 1139 e na tomada de Lisboa em 1147. Foi senhor da Torre de Silva, senhor de Alderete, e senhor de Porto da Figueira em 1170. Foi alcaide do Castelo de Santa Eulália e de Guimarães.

## Relações familiares
Foi filho de D. Paio Guterres da Silva (1070 — 1129) e de D. Sancha Anes (1080 — ?), filha de Juan Ramirez, Senhor de Montoro.
Casou com D. Urraca Nunes Velho (1130 — ?), filha de Nuno Soares Velho e de Môr Pires Perna, de quem teve:
1. D. Paio Gomes da Silva (1170 — ?) casado com D. Maria Fernandes.
2. D. Martim Gomes da Silva (1150 — ?) casado com Urraca Rodrigues, filha de Rodrigo Fernandes de Toronho e de Aldonça Peres.
3. D. Maria Gomes da Silva casada com Paio Soares Correia.
4. D. Urraca Gomes da Silva (1160 — ?) casada com Gomes Mendes de Briteiros.